# Filoúsa Chrysochoús
Filoúsa (grec moderne : Φιλούσα) est un village chypriote situé dans le district de Paphos et comptant 31 habitants.